# El Huinacaxtle
El Huinacaxtle är en ort i Mexiko.   Den ligger i kommunen Culiacán och delstaten Sinaloa, i den västra delen av landet, 1 000 km nordväst om huvudstaden Mexico City. El Huinacaxtle ligger 28 meter över havet och antalet invånare är 692.
Terrängen runt El Huinacaxtle är platt. Runt El Huinacaxtle är det mycket glesbefolkat, med 6 invånare per kvadratkilometer. Närmaste större samhälle är Quila, 8,4 km nordost om El Huinacaxtle. Trakten runt El Huinacaxtle består till största delen av jordbruksmark.